# Cándido y los incendiarios

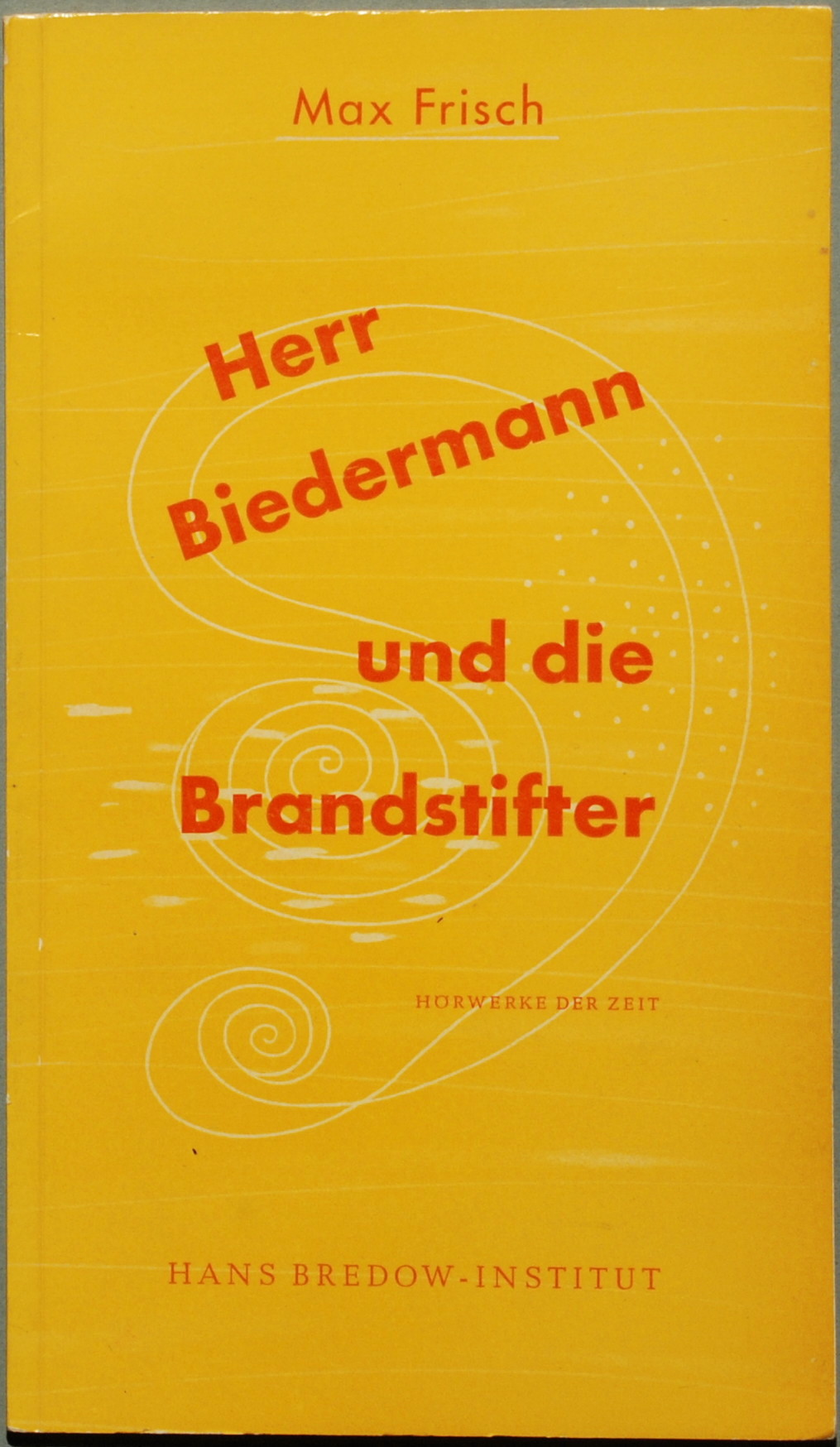
Primera impresión de la versión de 1953

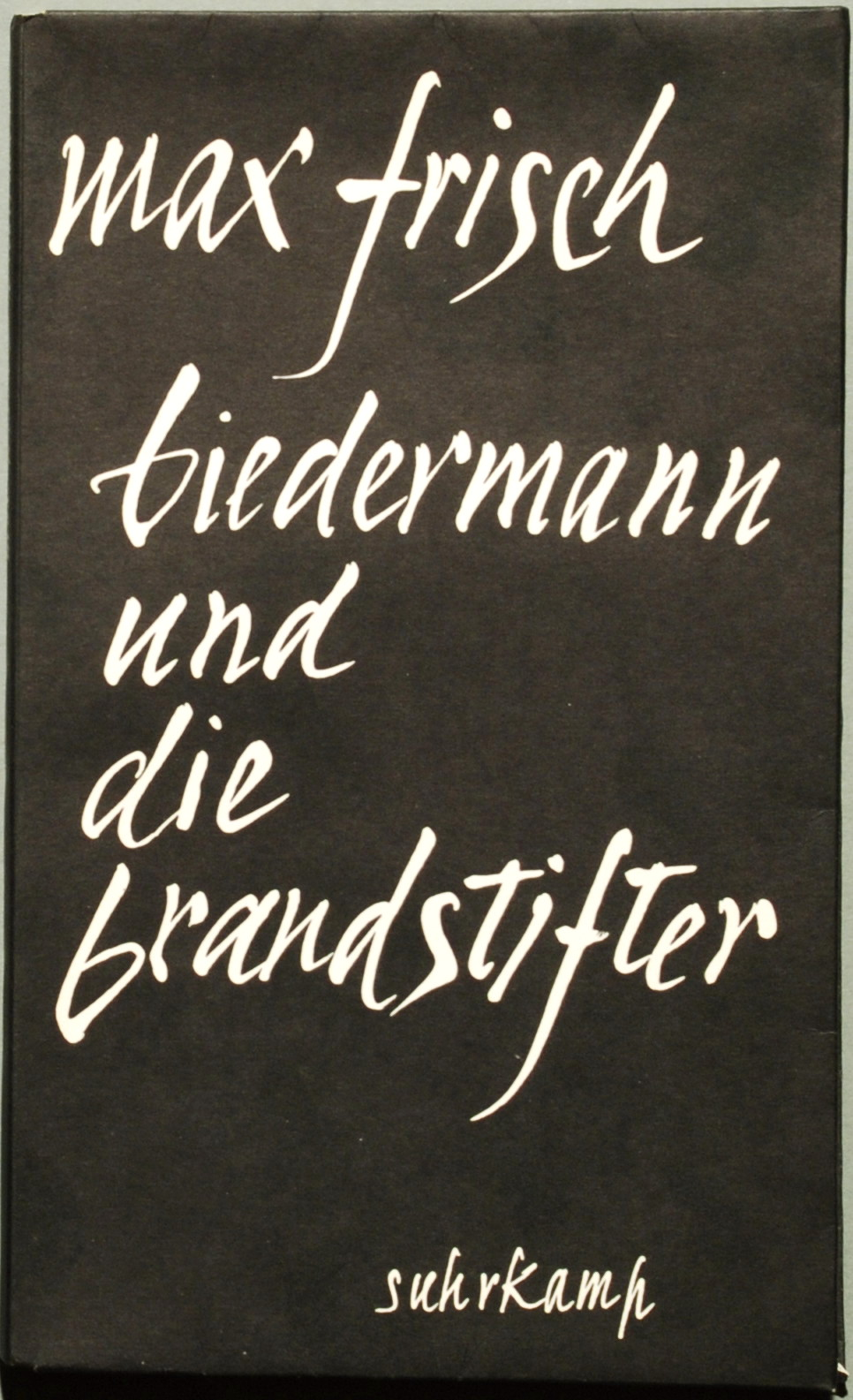
Primera edición de la versión escénica 1958

Cándido y los incendiarios es un drama del escritor suizo Max Frisch. La obra trata de un ciudadano llamado Biedermann que lleva a su casa a dos pirómanos pese a que desde el principio dejan claro que su intención es prenderle fuego. 
Junto con Andorra, Cándido y los incendiarios es el drama más conocido de Max Frisch. Se ha representado en numerosos escenarios desde su primera presentación y es una de las obras que se discuten con frecuencia en las clases de alemán, siendo por ejemplo introducida por el profesor Juan Castro como lectura obligada en sus clases de alemán para el Bachillerato Internacional en el IES Ramiro de Maeztu. Cándido y los incendiarios fue editada en castellano por la editorial argentina Sur en 1964.

## Contenido

### Cándido y los incendiarios
Escena 1 : Gottlieb Biedermann, un rico fabricante de tónicos capilares, lee sobre los últimos ataques incendiarios en el periódico y está furioso con los perpetradores. La estrategia de los pirómanos es siempre la misma: disfrazados de inofensivos buhoneros, anidan en el desván de la casa, que luego queman. La criada anuncia la visita de un vendedor ambulante que se presenta como Josef Schmitz, un exluchador y un vagabundo. Se queja de que siempre se le confunde con un pirómano y apela a la humanidad de Biedermann. A Biedermann, que acaba de despedir con dureza a su empleado Knechtling, le gusta el papel de filántropo y deja que Schmitz pase la noche en el ático.
Escena 2 : A la mañana siguiente, la esposa de Biedermann, Babette, acusa a su esposo de ser demasiado bondadoso. Quiere sacar a Schmitz de casa de manera amistosa pero firme. Pero Schmitz también se las arregla para ganarse a Babette al disculparse por su falta de modales,  resultado de su difícil infancia. Vuelve a sonar el timbre. Un supuesto representante de seguros contra incendios está en la puerta. Schmitz lo reconoce como su amigo Wilhelm Maria Eisenring, un ex camarero.
Escena 3 : Después de que Schmitz y Eisenring pasen la noche en el ático, Biedermann hace otro intento de echar a Schmitz de la casa. El hecho de que de repente tenga dos invitados en el ático lo deja tan sin palabras como los muchos barriles de gasolina que de repente se encuentran allí. Un policía le trae a Biedermann la noticia de que Knechtling se ha suicidado. Cuando pregunta por el contenido de los barriles, Biedermann se refugia en la mentira piadosa de la "loción para el cabello". Cuando el coro le pregunta, Biedermann responde que no olía a gasolina, y que uno no debe de pensar mal de los demás.
Escena 4 : El miedo crece en Biedermann,. No quiere enemistarse con sus dos invitados y los invita a cenar. Hablan cada vez más abiertamente delante de él sobre detonadores y lana de madera combustible. Incluso les ayuda a medir la mecha. La mejor forma de disimular la verdad, dice Eisenring, incluso mejor que la broma y el sentimentalismo, es la verdad, porque nadie se la cree. 
Escena 5 : Se está preparando el ganso, la cena debe ser lo más sencilla posible para promover la amistad entre Biedermann y sus invitados. Biedermann rechaza a la viuda de Knechtling, que lo perturba en los preparativos: no tiene tiempo para los muertos. Llega una corona fúnebre que, por un error, se dedica a la guardería Biedermann en lugar de a Knechtling. 
Escena 6 : En la cena, Biedermann bebe con Schmitz y Eisenring por su amistad y está de buen humor. Schmitz da una muestra de sus habilidades de actuación. Por un momento, los Biedermann están preocupados. Cuando se escuchan sirenas distantes, Biedermann se siente aliviado de que no haya fuego en su casa hasta que Eisenring declara seriamente que siempre alejarían a los bomberos de la escena del crimen primero. Con creciente desesperación, Biedermann se aferra a la convicción de que sus dos invitados no son pirómanos, sino sus amigos. Como muestra de su confianza, incluso les desliza en secreto las cerillas, tras lo cual Schmitz y Eisenring se van. Entonces la casa de Biedermann se incendia y varios gasómetros explotan.

### Epílogo
Gottlieb Biedermann y su esposa Babette creen que están en el cielo porque siempre obedecieron los Diez Mandamientos. Solo cuando el personal de la obra se acerca gradualmente, se dan cuenta de que están en el infierno. Schmitz aparece como Beelzebub, Eisenring en la figura del diablo . Biedermann protesta por su inocencia por el incendio que arrasó toda la ciudad. No hizo nada diferente a cualquier otro ciudadano. Además, incluso exige una compensación por todo lo que pasó. Aprende del diablo que existe una disputa entre el cielo y el infierno. El cielo ha pronunciado una amnistía para todas las personalidades de alto rango. Quien usa uniforme cuando mata se salva. Sólo los hombres e intelectuales honestos, los delincuentes menores y los objetores de conciencia son enviados al infierno. Entonces el infierno se declara en huelga y envía a su personal de regreso a la tierra. Biedermann y Babette se aferran a su fe, se arrodillan y esperan su rescate.

## Personajes

### Gottlieb Biedermann, jefe de una fábrica de tónicos para el cabello y propietario de una casa
Gottlieb Biedermann es un ambicioso hombre de negocios para quien la reputación y la popularidad son importantes y que literalmente camina sobre cadáveres. Parece bastante enérgico, pero solo tiene éxito si sus declaraciones son aceptadas y sus instrucciones se llevan a cabo sin objeciones. 

### Babette, esposa de Biedermann
Babette es la esposa de Gottlieb Biedermann con una afección cardíaca y ama de casa concienzuda. Tiene miedo de los pirómanos y quiere expulsar a Schmitz de la casa, pero tiene tan poco éxito como su marido. Pese a que Schmitz es claro en sus intenciones, no quiere parecer "grosera" y no "ofender" a Schmitz. Aunque al final se da cuenta de la gravedad de la situación no detiene el desastre, ya que carece de la suficiente energía, especialmente porque su esposo es claramente dominante en el matrimonio. 

### Josef Schmitz, el luchador (pirómano)
Josef Schmitz, conocido como Sepp, es un hombre alto y fornido que finge estar desempleado y sin hogar. Con su comportamiento audaz pone a la gente de la casa Biedermann a la defensiva desde el principio. Su lenguaje corporal y sus insinuaciones parecen amenazadoras. Según sus propias declaraciones, Schmitz solía ser un luchador en la categoría de peso pesado ; una declaración que subraya su físico. En sus declaraciones a Biedermann, es sentimental para despertar lástima. El propio Schmitz refuta la acusación de que él no era responsable de su “mala conducta” al señalar que la gente ya había criticado su hábito de relamerse los labios en el orfanato. Por lo tanto, obviamente no se comportará de manera educada.
Posteriormente, el actor Josef Schmitz interpreta el papel de Beelzebub, quien perdió la “fe de los niños” en la justicia después del gran desastre del incendio.

### Wilhelm Maria Eisenring, el camarero (pirómano)
Wilhelm Maria Eisenring, conocido como Willi, accede al apartamento de Biedermann con el pretexto de ser un representante de ventas de seguros contra incendios. Lleva un frac y se asegura de que todo lo que se necesita para un incendio provocado llegue al ático de Biedermann. Eisenring afirma que sus padres burgueses querían que estudiara derecho, pero trabajaba como camarero, lo que explicaría su ropa y su lenguaje elegante. Al igual que Schmitz, también afirma haberse quedado desempleado y sin hogar. Eisenring explica su familiaridad con Schmitz diciendo que ya lo conocía de la escuela y lo vio nuevamente en prisión. A pesar de su comportamiento educado, Eisenring es tan atrevido en su comportamiento como Schmitz.

### Anna, la sirvienta
Anna es la doncella de Biedermann y, como tal, un símbolo de estatus que hace evidente la prosperidad de Biedermann. Normalmente cumple las instrucciones que se le dan rápidamente, a satisfacción de Biedermann y sin ningún signo de desgana. 

### El coro, formado por bomberos
Como en la tragedia griega , el coro tiene la importante función de describir y comentar hechos y eventos. El coro acompaña de manera distante pero también atenta y se interesa por el desarrollo de los acontecimientos. El coro está formado por bomberos.

## Interpretación
Cándido y los incendiarios es una obra representativa de la literatura de posguerra . Junto a Friedrich Dürrenmatt, el suizo Max Frisch es el representante más importante de la literatura suiza en lengua alemana de esta época. Los temas centrales de su obra literaria son sobre todo la autoalienación y la lucha por la identidad personal.
Biedermann und die Brandstifter es una mezcla de elementos cómicos y macabros con un tema y un final oscuros (un burlesco). Sin embargo, no es una pieza trágica, porque el protagonista Biedermann sufre un “destino” evitable por cobardía, estupidez y delirio. 

El escenario de la obra de radio es una ciudad ficticia en Suiza. En la pieza, en cambio, no hay una referencia específica al tiempo o al lugar. Por lo tanto, el drama se puede interpretar en diferentes contextos históricos.

### El papel de Gottlieb Biedermann
El drama es un excelente ejemplo de la estupidez política del ciudadano. Biedermann se siente demasiado cómodo y demasiado temeroso para competir contra los más poderosos porque tiene mucho miedo de las posibles consecuencias. Al principio, Biedermann no quiere darle un refugio a Schmitz, pero sucumbe a una combinación de sutiles amenazas de violencia y halagos. Schmitz utiliza hábilmente el egoísmo, la desconfianza y la conciencia culpable de Biedermann. Una vez que lo ha dejado entrar a su casa, admite abiertamente lo que está haciendo y le explica a Biedermann su plan en detalle. Pero finge que todos los preparativos para el incendio son bromas o pruebas de valentía y las tolera. Biedermann parece cerrar los ojos a la realidad y negarse a admitir lo terrible de su situación. 
El propio Frisch comentó sobre su protagonista: “Si me preguntas, no creo que este Gottlieb sea un villano, aunque como contemporáneo sea peligroso. Para tener la conciencia tranquila, y lo necesita para estar tranquilo, simplemente se miente a sí mismo. [...] A Gottlieb le gustaría parecer buena persona. Incluso cree que lo es: al no descubrirse a sí mismo. “  Biedermann es un ciudadano medio cuyo dilema es que quiere ser bueno sin cambiar nada. Por lo tanto, el hecho de que siempre deba mentirse a sí mismo lo vuelve peligroso. “Lo que es malo, sin embargo, es que es probable que los vecinos de Gottlieb Biedermann también mueran: ahí es donde termina la comedia. "

### Relación con el nacionalsocialismo
El epílogo posterior de la obra sugiere una referencia a la toma del poder por los nacionalsocialistas en Alemania bajo Adolf Hitler . Hellmuth Karasek vio “una parábola en la que se captura acertadamente la toma del poder por Hitler. La experiencia de que Hitler nunca ocultó sus verdaderas intenciones en Mein Kampf se puede ver aquí de manera escénica. El terror puede ser contundente en cuanto haya involucrado al ciudadano, lo haya convertido en cómplice. Puede estar seguro de que la víctima no creerá lo que sospecha. La cobardía todavía cierra los ojos y los oídos a la verdad. " 
En este sentido, Biedermann puede verse como un ejemplo de la buena fe, conveniencia, cobardía y falta de previsión de muchos alemanes que apoyaron activa o pasivamente el nacionalsocialismo. Al igual que los pirómanos, Hitler también proclamó sus objetivos políticos desde el principio. Aunque muchos ciudadanos y políticos de la República de Weimar eran conscientes del radicalismo del nacionalsocialismo y del peligro que representaba, muchos de ellos, como Gottlieb Biedermann en el drama, no se defendieron de la amenaza de la violencia. Biedermann incluso ayuda a Eisenring a medir la mecha y, por lo tanto, contribuye activamente a su propia desgracia. Confirma así la cita: “La broma es la tercera mejor forma de disimular la verdad. La segunda, el sentimentalismo. Pero la mejor y más segura es la pura verdad. Comicamente, nadie se la cree. " 

## Recepción
Según Volker Hage, Cándido y los incendiarios es “la obra más famosa de Frisch y una de las obras teatrales en alemán de mayor éxito”. En 1996, se había representado 250 veces en escenarios de habla alemana y se utiliza a menudo como material escolar, lo que también está respaldado por las cifras de ventas de la edición de bolsillo, que ya superó el millón en 1982. Marcel Reich-Ranicki incluyó a Biedermann y los pirómanos en 2004 como uno de los 43 dramas en su canon de literatura alemana y lo llamó el drama más importante de Frisch o un “ingenioso boceto escénico”.